# کروی کردن
کروی کردن (به انگلیسی: Spheroidization) یک نوع عملیات حرارتی است. که به یکی از روش‌های زیر انجام می‌شود:
1. طولانی کردن زمان نگهداری در درجه حرارتی به اندازه جزئی پایین تر از A1
2. حرارت دادن و سرد کردن متناوب بین حرارت‌هایی که به مقدار جزئی در بالا و پایین A1 باشد.
3. حرارت دادن در درجه حرارت بالاتر از A1 و سپس سرد کردن بسیار آرام در کوره یا نگهداشتن در درجه حرارتی به مقدار جزئی پایین تر از A1

طولانی کردن زمان نگهداری در درجه حرارت بالا ساختار پرلیتی و شبکه سمنتیت را از بین می‌برد. سمنتیت کروی شده تاثیر زیادی روی خواص فولاد دارد. ساختار سمنتیت کروی موقعی که حداقل سختی و حداکثر انعطاف پذیری  یا در فولاد پر کربن حداکثر قابلیت شکل پذیری را داشته باشد، مطلوب است. فولادهای کم کربن به ندرت برای بالا بردن قابلیت شکل پذیری تحت عملیات حرارتی کروی کردن قرار می‌گیرند. چرا که در صورت کروی شدن در حد بسیار زیادی نرم خواهند شد. فولادهای با کربن متوسط بعضی مواقع به منظور بدست آوردن حداکثر انعطاف پذیری تحت اینگونه عملیات حرارتی قرار می‌گیرند. از طرفی طولانی کردن زیاد زمان حرارت دادن سبب اتصال دانه‌های سمنتیت به یکدیگر و کاهش قابلیت شکل پذیری می‌شود.